# Mária Celeng

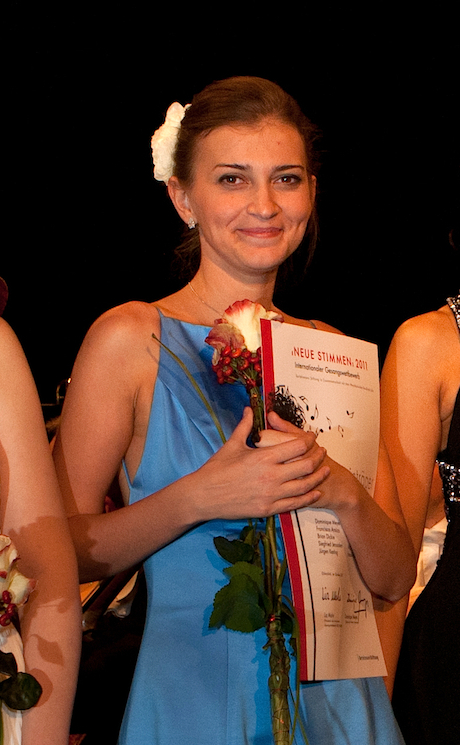
Mária Celeng (2011)

Mária Celeng (geboren 1. April 1988 in Čebovce, Tschechoslowakei) ist eine ungarische Opernsängerin der Stimmlage Sopran.

## Leben
Celeng begann ihre Gesangsausbildung im Alter von 15 Jahren bei Maria Fekete am Béla-Bartók-Konservatorium in Budapest und studierte anschließend bis 2010 an der Franz-Liszt-Musikakademie. Danach setzte sie ihre Studien bei Gabriele Fuchs an der Hochschule für Musik und Theater München fort und besuchte Meisterkurse bei Éva Marton, László Polgár, Gulyás Dénes, Walter Moore und Nicholas Clapton.
Bereits während des Studiums in Ungarn wirkte Mária Celeng in verschiedenen Opernproduktionen mit. Beim Opernfestival in Miskolc stand sie als Sandrina in Haydns L’infedeltà delusa und als Belinda in Purcells Dido and Aeneas auf der Bühne. Im Palast der Künste Budapest übernahm sie die Giannetta in L’elisir d’amore und war auch in The Fairy Queen, Le Martyre de Saint Sébastien und Haydns Nelson-Messe zu hören, letztere mit der Ungarischen Nationalphilharmonie unter Zoltán Kocsis. An der Ungarischen Staatsoper debütierte Celeng 2010 mit dem Sopran-Solo im Mozart-Requiem unter Leitung von Ádám Fischer, kehrte 2012 für ein Benefizkonzert zurück und übernahm in der Spielzeit 2012/13 die Adele in der Fledermaus und die Iluska in János Vitéz von Pongrác Kacsóh. Beim Wettbewerb Cardiff Singer of the World vertrat sie im Juni 2013 als Finalistin Ungarn. 2014 sang Celeng an der Ungarischen Staatsoper die Fiordiligi in Così fan tutte.
2011 und 2012 übernahm Celeng zwei zentrale Partien am Münchner Prinzregententheater: zuerst die Araspe in Pietro Metastasios und Johann Adolph Hasses Didone abbandonata mit der Hofkapelle München unter Michael Hofstetter, danach die Titelrolle in Janáčeks Das schlaue Füchslein unter Andreas Kowalewitz. Die Didone-Produktion gastierte auch im Schloss von Versailles. In der Saison 2013/14 gehörte sie dem Opernstudio der Bayerischen Staatsoper an, wo sie als Barbarina in Le nozze di Figaro auf der Hauptbühne der Bayerischen Staatsoper debütierte und seither auch die Giannetta und die Zauberflöten-Papagena sang. 2014 feierte sie im Münchner Cuvilliés-Theater einen großen persönlichen Erfolg in der Titelrolle von Mirandolina, einer komischen Oper von Bohuslav Martinů beruhend auf einem Stück von Carlo Goldoni.
Im Sommer 2012 gehörte sie dem Young Singers Project (YSP) der Salzburger Festspiele an und debütierte als Erste Dame in einer Zauberflöten-Produktion für Kinder. 2013 gastierte die Sängerin mit dem YSP bei der MIDEM in Cannes und übernahm in Salzburg in Peter Steins Don Carlos-Inszenierung die Rolle des Tebaldo. Diese Produktion wurde auch in Hörfunk und Fernsehen übertragen.
2016 war sie in L’incoronazione di Poppea an der Mailänder Scala zu sehen und zu hören.
Ihre Cousine Gabriella Balga (Gabriela Balgová, *1986) ist ebenfalls Opernsängerin.

## Auszeichnungen
- 2010 Internationaler Gesangswettbewerb Francisco Viñas Barcelona, Sonderpreis
- 2011 Internationaler Gesangswettbewerb Neue Stimmen der Bertelsmann Stiftung, 6. Preis
- 2013 BBC Cardiff Singer of the World, Finalistin
- 2014 Junior Prima Preis, Ungarn